# Peblephaeus yayeyamai
Peblephaeus yayeyamai är en skalbaggsart som först beskrevs av Stefan von Breuning 1955.  Peblephaeus yayeyamai ingår i släktet Peblephaeus och familjen långhorningar. Inga underarter finns listade i Catalogue of Life.